# Леоніда Ларі
Леоніда Ларі (рум. Leonida Lari, справжнє ім'я — Любов Іванівна Йорґа, 26 жовтня 1949, село Бурсучени, Лазовський район, Молдавська РСР — 11 грудня 2011, Кишинів, Молдова) — молдовська і румунська поетеса, журналістка і політичний діяч.

## Біографія
Закінчила філологічний факультет Кишинівського держуніверситету, працювала в музеї літератури ім. Дмитра Кантемира.
1988-2003 — Головний редактор першого видання на латинській графіці в Молдові — «Glasul Naţiunii». Була керівників Руху національного відродження;
1989-1991- Народний депутат СССР, була членом Постійного бюро Народного Фронту Молдови. 
1990-1997 — Очолювала Християнсько-демократичну лігу жінок Молдови, а починаючи з 1992 була депутатом парламенту Румунії;
1996-2008 — Депутат парламенту Румунії.
У 1996 нагороджена молдовською владою Орденом Республіки. Опублікувала понад 20 томів віршів і прози і була перекладачем творів з великої всесвітньої поезії.

## Твори
- Piața Diolei (1974)
- Marele vânt (1980)
- Mitul trandafirului (1985)
- Scoica solară (1987)
- Insula de repaos (1988)
- Lumina graitoare (1989)
- Dulcele foc (1989)
- Anul 1989 (1990)
- Lira și păianjenul (1991)
- Govorâŝij svet (1992)
- Al nouălea val (1993)
- Epifanii (1994)
- Scrisori de pe strada Maica Domnului (1995)
- Lunaria (1995)
- Aldebaran (1996)
- Între îngeri și demoni (1998)
- Învingătoarele spații (1999)
- Insula de repaus (2000)
- Răstignirea porumbeilor (2003)
- Epifanii și teofanii (2005)
- Infinitul de aur (2006)
- Sibila (2006)
- Traduceri din lirica universala (2009)
- 101 poeme (2009)